# Fabien Gilot
Fabien Pierre Aurélien Dominique Gilot (Denain, 27 de abril de 1984) é um nadador francês, ganhador de três medalhas em Jogos Olímpicos.